# トキワオフィスプランニング
株式会社トキワオフィスプランニング (Tokiwa Office Planning co.,ltd.) は、東京都中央区に本社を置く、家具の選定からオフィスレイアウトまでプランニングを行い、オフィスの開設や移転、レイアウトから各種工事まで行う企業。

## 企業概要
1989年4月に創業し、2005年11月に株式化。オフィスレイアウトからセキュリティ工事、内装工事まで行い、パーテーション工事ではハイパーテーションとローパーテーションで目的や用途に合わせたオフィスつくりを行う。

## パートナー企業
- トキワグループ
  - トキワ工業株式会社
  - トキワ産業株式会社
  - トキワ通商株式会社
  - トキワエス・エヌ・シー株式会社